# Nextech
Nextech (zapis stylizowany: NEXTECH, dawniej PC Revue) – słowackie czasopismo poświęcone tematyce komputerowej. Jego pierwszy numer został wydany w 1993 roku. Wychodzi jako miesięcznik.
W 2020 roku czasopismo zmieniło swoją nazwę na Nextech.
Miesięczny nakład czasopisma wynosi 17 300 egzemplarzy. Magazyn jest dostępny również w wydaniu elektronicznym.